# Chenorhamphus
Chenorhamphus – rodzaj ptaków z podrodziny chwostek (Malurinae) w obrębie rodziny chwostkowatych (Maluridae).

## Zasięg występowania
Rodzaj obejmuje gatunki występujące na Nowej Gwinei.

## Morfologia
Długość ciała 14–14,5 cm, masa ciała 14–17 g.

## Systematyka
Rodzaj zdefiniował w 1878 roku francuski zoolog Émile Oustalet na łamach czasopisma Bulletin hebdomadaire de l’Association scientifique de France. Gatunkiem typowym jest modrochwostka szerokodzioba (Chenorhamphus grayi).

### Etymologia
- Chenorhamphus (Chaenorhamphus): gr. χην khen, χηνος khenos „gęś”; ῥαμφος rhamphos „dziób”[6].
- Conopotheras: gr. κωνωποθηρας kōnōpothēras „ptak jedzący komary”, od κωνωψ kōnōps, κωνωπος kōnōpos „komar”; -θηρας -thēras „łowca”, od θηραω thēraō „polować”, od θηρ thēr, θηρος thēros „bestia, zwierzę”[7].

### Podział systematyczny
Taksony wyodrębniony z rodzaju Malurus. Do rodzaju należą dwa gatunki:
- Chenorhamphus grayi (Wallace, 1862) – modrochwostka szerokodzioba
- Chenorhamphus campbelli (Schodde, 1982) – modrochwostka rdzawogrzbieta